# Hélène Gateau
Hélène Gateau, née Hélène Boucher le 7 décembre 1980 à Saint-Quentin dans l'Aisne, est une vétérinaire et présentatrice de télévision. Depuis 2011, elle anime la rubrique « Animaux » de l'émission quotidienne Midi en France d'abord présentée par Laurent Boyer sur France 3, puis par Vincent Ferniot. Depuis septembre 2018, elle est chroniqueuse spécialiste des animaux dans l'émission Vivement dimanche, présentée chaque semaine par Michel Drucker. Sur la chaine Ushuaïa TV, Hélène Gateau est la présentatrice de l'émission consacrée à l'environnement Ushuaïa le Mag depuis octobre 2018.

## Carrière
Après avoir obtenu son baccalauréat scientifique avec mention très bien, elle effectue des études à l'École vétérinaire de Nantes  et à l'École nationale vétérinaire d'Alfort où elle présente, à 23 ans, une thèse de doctorat vétérinaire sur le comportement des chiens. Hélène Gateau devient vétérinaire dans un cabinet libéral avant d'intégrer des entreprises industrielles comme Nestlé et Pfizer après avoir effectué un master à l'ESCP.

## France 2
De janvier à décembre 2013, elle présente chaque soir sur France 2 un programme court (1 min 15 s) : Histoire d'un rêve.
Le 9 juin 2016, le magazine d'information et de reportages Envoyé Spécial confie à la vétérinaire une Carte Blanche, intitulée "Des animaux au secours de l'homme". Auteure et coréalisatrice de ce reportage, Hélène Gateau a enquêté sur les bienfaits de la présence d'animaux dans des univers clos : milieu carcéral, hôpital psychiatrique, service d'oncologie pédiatrique et EHPAD.
Depuis le 2 septembre 2018, Hélène Gateau intervient chaque semaine en tant que spécialiste du monde animal dans l'émission Vivement dimanche, présentée par Michel Drucker.

## France 3
Le 21 décembre 2010, elle reçoit un appel pour passer un casting. Elle est retenue pour le poste de chroniqueuse animaux dans Midi en France de Laurent Boyer, programme qui débute sur France 3 le 31 janvier 2011. Dans l'émission, elle a présenté les reportages sur les espèces et races animalières des régions où se trouve l'émission. Chaque semaine, Hélène Gateau a tenté de faire adopter des animaux qui avaient été abandonnés et sauvés par des refuges en les présentant à l'écran. Elle quitte cette émission en juin 2015[réf. nécessaire]. Elle anime toujours la rubrique animalière de l'émission de France 3 maintenant présentée par Vincent Ferniot. Depuis septembre 2017, Hélène Gateau assure la rubrique "Animaux et nature" de l'émission,.
Depuis 2014, l'animatrice-vétérinaire participe chaque hiver au "match des célébrités", émission spéciale pendant les vacances de Noël de Slam qui fait jouer des personnalités de France Télévisions au profit d'associations caritatives,,,.

## France 5
Du 6 septembre 2014 au 14 novembre 2015, elle présente sur France 5 la série-documentaire Hélène et les Animaux dans laquelle elle part explorer, en France comme à l'étranger (Croatie, Suisse, Irlande et Los Angeles) la relation entre l'homme et l'animal. Cette série documentaire a fait l'objet de 47 numéros.

## Radio
Le 1er octobre 2016, elle rejoint l'émission Vincent de 5 à 7 de RTL, la pré-matinale du week-end animée par Vincent Perrot. Tous les samedis et dimanches à 6h45, Hélène Gateau présente la chronique animaux et répond aux questions des auditeurs,.

## Ushuaïa TV
Depuis septembre 2016, la série documentaire « Hélène et les Animaux » est rediffusée sur Ushuaïa TV. En décembre 2017, Hélène Gateau incarne le mois SOS Animaux en Danger sur la chaîne. À cette occasion, elle présente six soirées exceptionnelles. Elle prête sa voix à la série documentaire britannique La Loi de la survie et réalise pour l’occasion un documentaire « Des animaux d’avenir »,,,,.
À partir du 6 octobre 2018, Hélène Gateau devient la présentatrice de la nouvelle formule d'Ushuaïa le Mag où elle reçoit chaque semaine un aventurier de l’environnement,,,.